# Джааджаа, Сетрида
Сетрида Таук Джааджаа (араб. ستريدا طوق جعجع‎; 
род. 31 мая 1967, Кумаси); иногда Ситрида или Стрида — ливанская политическая деятельница, депутат парламента от партии Ливанские силы. Активная участница Кедровой революции. Жена Самира Джааджаа.

## Происхождение и замужество
Родилась в семье крупного предпринимателя-инвестора Ильяса Таука. Бизнес отца Сетриды традиционно был связан с Западной Африкой, прежде всего с Ганой, поэтому местом её рождения стал город Кумаси.
Некоторое время работала моделью. Училась в Ливанском американском университете. В 1994 получила степень бакалавра политических наук.
В 1991 году Сетрида Таук вышла замуж за Самира Джааджаа — командира фалангистской милиции, крупного правохристианского политика, председателя партии Ливанские силы. Стала политической единомышленницей и соратницей мужа.

## Революционная активистка
В 1994 году Самир Джааджаа был арестован просирийскими властями, обвинён в военных преступлениях (единственный из участников ливанской гражданской войны) и приговорён к пожизненному заключению. Сетрида Джааджаа приняла на себя исполнение обязанностей председателя «Ливанских сил». Активно выступала против режима сирийской оккупации. Комментаторы отмечали сходство и соперничество Сетриды Джааджаа с Соланж Жмайель.
Кедровая революция 2005 года покончила с оккупацией Ливана. Сетрида Джааджаа во главе «Ливанских сил» принимала активное участие в антисирийских массовых протестах. Ввела партию в политический блок 14 марта.

Движение 14 марта воплотило дух родины и свободы. Оно стало вторым восстанием за независимость Ливана. Ничто никогда не затмит его в памяти ливанцев. Революция не остановится ни перед каким препятствием, она всегда останется незыблемым оплотом против тирании, угнетения и тьмы.

Сетрида Джааджаа

При этом Сетрида Джааджаа заявляла, что первой целью ставит освобождение мужа. 26 июля 2005 Самир Джааджаа вышел на свободу и вернулся на пост председателя «Ливанских сил».

## Политик и модель
С 2005 года Сетрида Джааджаа — депутат парламента Ливана. Политически стоит на позициях ливанского национализма и христианской демократии, антиисламизма и антикоммунизма. Во всех вопросах и конфликтах решительно поддерживает Самира Джааджаа.
Противники «Ливанских сил» критикуют Сетриду Джааджаа за жёсткость, враждебность к мусульманам, использование теневых схем политического финансирования и предположительную готовность к применению насилия.

По крайней мере один из супругов Джааджаа по-прежнему считает себя командиром боевиков. Сетрида Джааджаа отличается ставкой на силу во всех вопросах. Временами она переходит всякие границы в антимусульманском расизме «Ливанских сил»… Легко представить себе Сетриду, с персидской кошкой на руках, в полумраке своего горного убежища шепчущую на ухо мужу очередную инвективу против мусульман и других врагов.

Наряду с политикой, Сетрида Джааджаа играет видную роль в светской жизни Ливана, постоянно участвует в соответствующих мероприятиях. Остаётся авторитетом в «модельной» сфере. В кругах христианской общины широко отмечалась её 50-летие.
В 2014 году Сетрида Джааджаа была внесена в рейтинг тридцати самых сексуальных женщин-политиков мира (на 27-й позиции, между итальянкой Микелой Виторриа-Брамбиллой и украинкой Юлией Тимошенко).